# Endless Desire
Endless Desire è un EP del gruppo musicale italiano Sun Eats Hours, autoprodotto e pubblicato da Rude Records nel 2005.

## Descrizione
La traccia Endless Desire, pubblicata come singolo, proviene dall'album The Last Ones, dello stesso anno.
Anche la versione dal vivo di The Same Devils, registrata a Lione il 24 febbraio 2004, compare in quest'ultimo: in Europa come traccia fantasma di The Day I Die e in Giappone come ultimo brano.
Faded Away, accreditato come inedito, in realtà lo è soltanto in Europa, in quanto compare già nell'edizione giapponese dell'album.

## Tracce
1. Endless Desire – 2:47
2. Faded Away – 2:32 – Unreleased
3. The Same Devils (Live in Lyon) – 3:39

Durata totale: 8:58

## Formazione
- Francesco "The President" Lorenzi – voce, chitarra
- Matteo "Lemma" Reghelin – basso, cori
- Riccardo "Trash" Rossi – batteria
- Gianluca "Boston" Menegozzo – chitarra, cori